# Колони (автогоночная команда)
Coloni Motorsport, ранее известная как Scuderia Coloni и Enzo Coloni Racing Car Systems  — итальянская автогоночная команда и конструктор, выступавшая в ряде гоночных серий, в том числе в Формуле-1. Созданная Энцо Колони в 1982 году, команда принимала участие в Итальянской Формуле-3 с 1983 по 1986 год. После этого, перейдя сразу в  Формулу-1, без особого успеха выступала на протяжении пяти сезонов. С 1987 по 1991 год командой было предпринято 82 попытки участия в гонке Формулы-1, но квалифицироваться удалось лишь 14 раз, а финишировать - и вовсе всего пять раз, всегда вне очковой зоны. Небольшая, иногда крошечная (одно время в её составе было всего пять человек) команда не смогла найти достаточных человеческих, финансовых и технических ресурсов для достижения успеха.
Впоследствии управление командой взял на себя сын Энцо Колони — Паоло. Под его руководством команда добилась успехов в Итальянской Формуле-3, Формуле-3000 и серии GP2. С 2006 по 2009 год команда называлась Fisichella Motor Sport по имени владельца - гонщика Формулы-1 Джанкарло Физикеллой.

## Происхождение команды
Команда была основана в 1983 году Энцо Колони, автогонщиком из Перуджи, Италия. Колони выступал в 1970-х и после нескольких лет участия в Итальянской Формуле-3 выиграл в 1982 чемпионский титул в возрасте 36 лет. Колони получил в ходе гоночной карьеры прозвище «волк», что позже отразилось в логотипе его команды. Также он принял участие в двух гонках Формулы-2, в одной в 1980 с командой San Remo и в другой в 1982 за команду Minardi. В конце 1982 года он завершил гоночную карьеру и стал управлять своей командой, первоначально выступавшей в Итальянской Формуле-3.

## Формула-3 и Формула-3000 (1983—1986)
Успех пришёл практически сразу. Команда выиграла чемпионат Итальянской Формулы-3 1984 года вместе с Иваном Капелли. В 1986 Coloni Motorsport приняла также участие в Формуле-3000, где использовала устаревшее шасси March 85B и пилотов Николу Ларини и Габриэле Тарквини. Успеха эти усилия не принесли, тем не менее команда решила перейти ступенью выше и принять в следующем году участие в Формуле-1.

## Формула-1 (1987—1991)

### Coloni-Ford (1987—1989)
Анонс FIA о запрете турбодвигателей в Формуле-1 с 1989, призванный сделать эти гонки более доступными, стал сигналом для Энцо Колони на вступление в Формулу-1. Дебют Enzo Coloni Racing Car Systems состоялся на Гран-при Италии в сентябре 1987. Покрашенный в жёлтый цвет FC 187 и оборудованный мотором Cosworth DFZ был построен бывшим подмастерье Dallara Роберто Ори. Колони хотел сам принять участие в Формуле-1, но пилотом стал Никола Ларини. Болид был явно не готов, и Ларини не смог пройти квалификацию. Команда Колони первоначально была зарегистрирована на участие в следующей гонке Гран-при Португалии 1987 года, но из-за механических проблем не стала принимать в ней участие. На Гран-при Испании Ларини сошёл с трассы, и на этом первый сезон «Колони» завершился — команда не стала вылетать на остальные гонки сезона. Они завершили сезон на шестнадцатом и последнем месте в кубке конструкторов, став единственной командой в том сезоне, которая ни разу не финишировала.
В сезоне 1988 команда впервые провела полный сезон и хорошо стартовала. Несмотря на то, что их болид FC 188 был практически идентичен предшественнику, новый пилот команды Габриэле Тарквини регулярно квалифицировался и финишировал восьмым на Гран-при Канады. Это был лучший результат Coloni в Формуле-1. Из-за нехватки средств было проделано очень мало доработок в течение сезона. В итоге команда сначала не смогла проходить квалификацию, а после и предквалификацию. Команда завершила сезон 15-й впереди Osella и новой команды EuroBrun и позади команды Zakspeed.

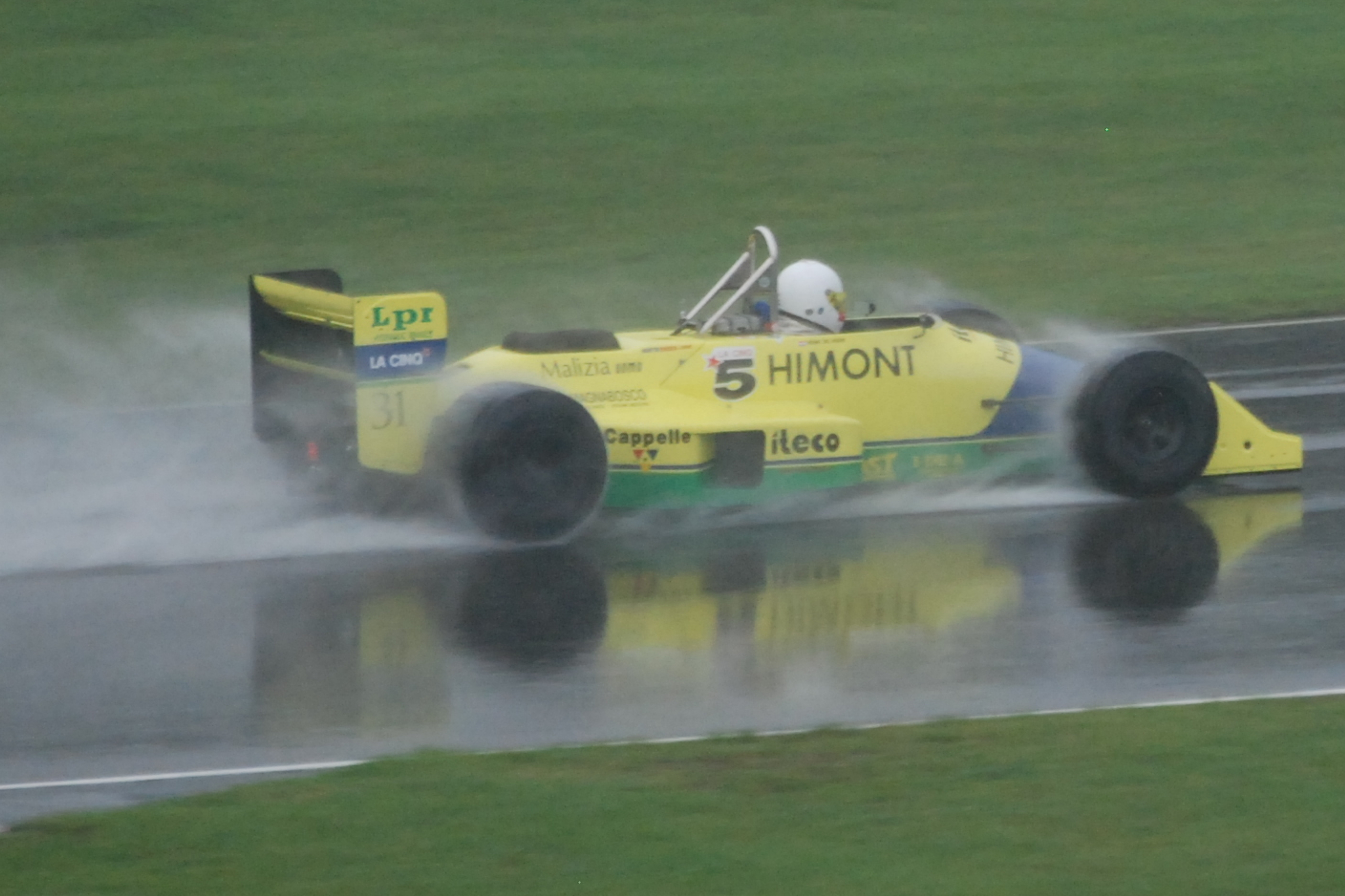
Болид Coloni года FC188B был продемонстрирован в 2008.

Хотя проблемы с деньгами были и в 1989, Coloni выставила два болида для Роберто Морено и французского новичка Пьер-Анри Рафанеля.
FC 188B стало другим обновлением болида 1987 года им тяжело было управлять и он на 20 км/ч было медленнее остальной части пелотона. Несмотря на это, оба гонщика прошли квалификацию Гран-при Монако. Это было единственное участие Coloni в гонке в первой части сезона. В Канаде, Coloni представила новый болид Coloni C3, который был сделан при помощи бывшего инженера AGS Кристиана Вандерплейна. У C3 была хорошая аэродинамика, но команда не смогла добиться результатов из-за полного отсутствия тестов. В итоге команда практически перестала проходить квалификацию. И прошла всего лишь три раза на Гран-при Канады 1989 года, Гран-при Великобритании 1989 года и Гран-при Португалии 1989 года где Морено квалифицировался, 26-м, 23-м и 15-м соответственно, после того как переднее антикрыло было доработано для этапа в Эшториле. К сожалению команды, он столкнулся с Эдди Чивером на прогревочном круге и пришлось использовать запасной автомобиль. Он не смог финишировать из-за взрыва мотора. Поскольку результаты так и не появились, по ходу сезона шли сокращения в команде. После ухода Вандерплейна из команды в сентябре, Энцо Колони взял на себя работу по разработке болида, неудивительно что ничего хорошего из этого не вышло. Энрико Бертаджа заменил Рафанеля в оставшихся гонках. Команда завершила сезон на последних местах с Zakspeed и EuroBrun. В Гран-при Португалии в последний раз прошёл в квалификацию болид Coloni.

### Subaru-Coloni (1990)
Команда заключила неожиданный контракт с Subaru, автомобильной компанией, принадлежащей Fuji Heavy Industries, которая оказала ей финансовую поддержку. Японская компания приобрела 51 % команды Coloni, выплатила её долги и поддерживала её двигателями. Это был мотор flat-12, который был поставлен Карло Кити. Компания Кити Motori Moderni в Новаре поставляла турбодвигатели V6 для другой команды Формулы-1 Minardi с 1985 по 1987 год, и в 1988 Кити предложил оппозитный 12-цилиндровый двигатель, который привлёк внимание Subaru. В конце 1988 японцы, поручили Кити разработку нового двигателя Формулы-1, который впоследствии можно использовать в дальнейших разработках дорожных машин и будет готов к лету 1989. Двигатель, на этот раз с логотипом Subaru, был протестирован на шасси Minardi M188, но в связи с нехваткой мощности Minardi быстро потеряла интерес к нему. После нескольких месяцев поисков Subaru заключила контракт с командой Coloni. Некоторое время команда называлась «Subaru Coloni Racing».
В начале 1990 оппозитный двигатель Subaru не выдавал больше 500 лошадиных сил, поэтому Coloni Subaru была одной из слабейших команд в 1990 (медленнее была только Life). Subaru и Кити решили построить новый двигатель к лету 1990 для нового шасси, но оппозитный двигатель плохо подходил к шасси Coloni. В начале 1990 года горстка механиков Энцо Колони работала над установкой в C3 двигателя Subaru. Работа не была выполнена вплоть до того момента, пока FIA не отправила оборудование в Финикс. В боксах Финикса был впервые собран болид, он был обкатан около супермаркета. В предквалификационный день в Финиксе мир увидел новую модель C3B в цветах флага Италии (красный, белый и зелёный). Внешне болид выглядел как танк, широкий мотор весил более 136 килограмм. Ни в Финиксе, ни на других этапах новый пилот Coloni Бертран Гашо не смог пройти предквалификацию, то есть попасть в основную квалификацию с участием 30 быстрейших гонщиков. По ходу сезона усовершенствования были слабыми и результаты остались никудышными. В июне Subaru ушла из чемпионата и продала команду обратно Энцо Колони, свободную от долгов, но без моторов и спонсоров. На Гран-при Германии Coloni заключила контракт на поставку моторов Cosworth, подготовленных Langford & Peck. Усовершенствованный болид появился в Германии. Болид Coloni C3C минимально отличался от C3 1989 года. Машина была быстрее, но недостаточно, чтобы показывать достойные результаты. Результаты Гашо в предквалификациях улучшились, но в основную квалификацию он так и не мог пройти. В конце сезона Колони перестал приезжать со своей командой на Гран-при.

### Coloni-Ford (1991)
На сезон 1991 года в команде осталось всего шесть человек. Болид был другой версией C3 из 1989, в разработке которого приняли участие студенты перуджского университета, и он был назван C4. Энцо Колони надеялся заполучить Андреа де Чезариса в качестве первого пилота, с его спонсором Marlboro. В итоге римлянин перешёл набираться опыта в Jordan Grand Prix. Колони отдал место португальскому новичку Педру Шавешу, который выиграл Британскую Формулу-3000 в 1990. Автомобиль был устаревшим, хрупким и трудным в управлении, и Шавеш не знал большинство трасс. В результате Шавеш ни разу не прошёл квалификацию. На домашнем Гран-при Шавеша единственный мотор Coloni взорвался перед преквалификационной сессией. В итоге он ушёл из команды. На следующую гонку Колони не мог найти нового пилота, но на последние две гонки он нанял Наоки Хаттори, японского пилота, у которого была неплохая карьера в других формульных сериях, но не было опыта в Формуле-1. Результаты улучшить не удалось.
В конце концов Колони продал имущество команды Андреа Сассетти, который использовал их для построения собственной команды Andrea Moda Formula в 1992.

## Формула-3
После неудачи в Формуле-1 Энцо Колони продолжил участие в младших автоспортивных сериях. Управление командой он передал своему сыну Паоло. Под его руководством команда продолжила выступления в Формуле-3, в итальянском и европейском чемпионатах и перешла в Формулу-3000. Паоло лично выступал за рулем автомобилей команды в итальянском чемпионате в 1991 and 1993 сезонах, а также занял второе место в Формуле-3 Мастерс в 1992 году. После 1996 года Паоло прекратил выступления, но команда продолжала участие вплоть до 1996 года, когда её пилотами были Эстебан Туэро и Дино Морелли.

## Формула-3000
В 1997 году Coloni Motorsport вновь попробовала свои силы в чемпионате «Международной Формулы-3000». Самым успешным для команды стал сезон 2002 года, когда пилотами команды были Джорджо Пантано и Энрико Токачелло. Одержав три победы на двоих, гонщики завершили сезон на неплохих местах - Пантано в ранге вице-чемпиона, а Токачелло - на девятом месте. Ещё через год, в 2003, когда пилотами команды стали Рикардо Сперафико и Жолт Баумгатнер, они также добились успеха - Сперафико стал вице-чемпионом, а Баумгартнер дебютировал в Формуле-1 в команде Jordan Grand Prix на своём домашнем Гран-при Венгрии 2003 года.

## GP2
В 2005 году команда приняла также участие в гонках новой серии GP2 - гонки поддержки Формулы-1. Сезон был начат с Матиасом Лаудой и Джанмарией Бруни (экс-пилотом команды «Minardi» Формулы-1), но затем Бруни ушёл из команды, а его место занимали Тони Виландер и Фердинандо Монфардини.

### Fisichella Motor Sport International
В конце 2005 года Пилот Формулы-1 Джанкарло Физикелла объединил усилия с Coloni. Ранее команда итальянца Fisichella Motor Sport пользовалась услугами Coloni в итальянской Формуле-3000, где в 2005 в первый же год выступлений  выиграла личный и командный зачёты вместе с Лукой Филиппи.
В 2006 команда принимала участие в Итальянской Формуле-3000 и серии GP2. В GP2 Джорджо Пантано финишировал на неплохом 5-м месте в итоговом зачёте, вместе с победой в Маньи-Куре и двойной победой на домашней трассе Монца, хотя он принял участие всего лишь в 8 этапах из 11. Он заменил разочаровывающего Луку Филиппи, лучшим результатом которого стало пятое место в спринте на Автодроме Энцо и Дино Феррари. Филиппи перешёл в BCN Competicion заменив Тимо Глока который в свою очередь перешёл в iSport International. Турок Ясон Тахинчи провёл очень слабо сезон и его лучшим результатом стало 11-е место в Монце.
В GP2 после ухода Джорджо Пантано, который занял пятое место в прошлом году пришёл Антонио Пиццония, у которого за плечами был опыт выступлений в Формуле-1. Тем не менее он также оказался разочарованием и смог набрать лишь единственной очко в Монако. Его заменил Адам Кэрролл на 4-м этапе, который был «тёмной лошадкой», но он смог победить на домашней трассе в Сильверстоуне и на Хунгароринге. Также заработал ещё три подиума, и завершил сезон на седьмой позиции личного зачёта. А Ясон Тахинчи так и не смог улучшить свои результаты и ни разу на финише не оказывался в пределах топ-10.

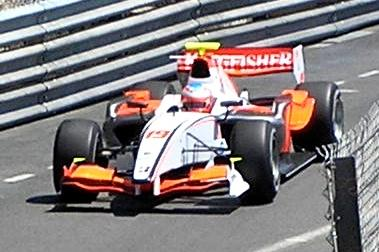
Адам Кэрролл управляет болидом FMS на этапе в Монако в сезоне 2008 GP2.

Первоначальный состав пилотов GP2 FMS состоял из испанцев Энди Соучека и Адриана Вальеса, но после этапа в Барселоне но после первого этапа оба были заменены. Из-за юридического конфликта Рольдан Родригес заменил Соучека до первого этапа, а чуть позднее Соучек перешёл в BCN Competicion освободив место Адаму Кэрроллу, который подписал контракт на выступление в 2-м и 3-м этапах на Истанбул Парке и трассе Монте-Карло соответственно. Он не остался в команде и его заменил чемпион Британской Формулы-3 Марко Асмер с четвёртого этапа в Маньи-Куре. Он также оказался разочарованием и ни разу не смог финишировать в топ-10. Родригес четыре раза оказался в очков, наивысшей позицией на финише стало второе место в последней гонке сезона. Он финишировал на 13-м месте в чемпионате с 14 очками.
FMS также обслуживала болид серии Суперлига Формула для ФК Рома, которым управлял Энрико Токкачелло.
В 2009 команда отказался от раскраски индийской команды Force India, и в ней выступает ветеран серии Андреас Цубер и новичок Луис Разия. После шестого этапа сезона, команда «Coloni» полностью выкупила долю Физикеллы. Команда также заключила соглашение с PartyPokerRacing.com. Сделка также распространяется на команду Формулы-БМВ Европа.

## Результаты выступлений

### Формула-1
| Легенда к таблице |                                                                    |
| --- | ------------------------------------------------------------------ |
| В таблице перечислены результаты всех Гран-при Формулы-1, в которых принимала участие команда. Строками таблицы являются сезоны, столбцами — этапы чемпионата мира. В каждой клетке указаны сокращённое название этапа и результаты гонщиков команды, дополнительно обозначенные цветом. Расшифровка обозначений и цветов представлена в нижеследующей таблице. |                                                                    |
| \| Пример \| Описание \| \| ------------ \| ------------------------------------------------------------------ \| \| 1 \| Победитель \| \| 2 \| Второе место \| \| 3 \| Третье место \| \| 5 \| Финишировал, заработав очки \| \| Сход \| Не финишировал, но при этом заработал очки \| \| 12 \| Финишировал, не получив очков \| \| НКЛ \| Финишировал, но не попал в финальную классификацию \| \| 15 \| Участвовал вне зачёта, либо по отдельной классификации \| \| 18 \| Не финишировал, но попал в финальную классификацию \| \| Сход \| Не финишировал \| \| НКВ \| Не прошёл квалификацию \| \| НПКВ \| Не прошёл предквалификацию \| \| ДСК \| Дисквалифицирован \| \| ИСК \| Исключён из протокола соревнований \| \| ТТ \| Заявлен для участия только в тренировках \| \| НС \| Участвовал в квалификации, но не стартовал в гонке \| \| Т \| Травмирован или болен \| \| ОТК \| Отказ от участия \| \| НТР \| Прибыл на соревнования, но на трассу не выезжал \| \| НПР \| Был заявлен в числе участников, но не прибыл к началу соревнований \| \| О \| Соревнования отменены \| \| \| Не участвовал \| \| Поул-позиция \| \| \| Быстрый круг \| \| |                                                                    |
| Пример | Описание                                                           |
| 1 | Победитель                                                         |
| 2 | Второе место                                                       |
| 3 | Третье место                                                       |
| 5 | Финишировал, заработав очки                                        |
| Сход | Не финишировал, но при этом заработал очки                         |
| 12 | Финишировал, не получив очков                                      |
| НКЛ | Финишировал, но не попал в финальную классификацию                 |
| 15 | Участвовал вне зачёта, либо по отдельной классификации             |
| 18 | Не финишировал, но попал в финальную классификацию                 |
| Сход | Не финишировал                                                     |
| НКВ | Не прошёл квалификацию                                             |
| НПКВ | Не прошёл предквалификацию                                         |
| ДСК | Дисквалифицирован                                                  |
| ИСК | Исключён из протокола соревнований                                 |
| ТТ | Заявлен для участия только в тренировках                           |
| НС | Участвовал в квалификации, но не стартовал в гонке                 |
| Т | Травмирован или болен                                              |
| ОТК | Отказ от участия                                                   |
| НТР | Прибыл на соревнования, но на трассу не выезжал                    |
| НПР | Был заявлен в числе участников, но не прибыл к началу соревнований |
| О | Соревнования отменены                                              |
| | Не участвовал                                                      |
| Поул-позиция |                                                                    |
| Быстрый круг |                                                                    |

| Год  | Шасси        | Двигатель                                   | Ш | Гонщики            | 1    | 2    | 3    | 4    | 5    | 6    | 7    | 8    | 9    | 10   | 11   | 12   | 13   | 14   | 15   | 16   | Место | Очки |
| ---- | ------------ | ------------------------------------------- | - | ------------------ | ---- | ---- | ---- | ---- | ---- | ---- | ---- | ---- | ---- | ---- | ---- | ---- | ---- | ---- | ---- | ---- | ----- | ---- |
| 1987 | FC187        | Ford Cosworth DFZ 3,0 V8                    | G |                    | БРА  | САН  | БЕЛ  | МОН  | ДЕТ  | ФРА  | ВЕЛ  | ГЕР  | ВЕН  | АВТ  | ИТА  | ПОР  | ИСП  | МЕК  | ЯПО  | АВС  | —     | 0    |
| 1987 | FC187        | Ford Cosworth DFZ 3,0 V8                    | G | Никола Ларини      |      |      |      |      |      |      |      |      |      |      | НКВ  |      | Сход |      |      |      | —     | 0    |
| 1988 | FC188 FC188B | Ford Cosworth DFZ 3,0 V8                    | G |                    | БРА  | САН  | МОН  | МЕК  | КАН  | ДЕТ  | ФРА  | ВЕЛ  | ГЕР  | ВЕН  | БЕЛ  | ИТА  | ПОР  | ИСП  | ЯПО  | АВС  | —     | 0    |
| 1988 | FC188 FC188B | Ford Cosworth DFZ 3,0 V8                    | G | Габриэле Тарквини  | Сход | Сход | Сход | 14   | 8    | НПКВ | НПКВ | НПКВ | НПКВ | 13   | Сход | НКВ  | 11   | НПКВ | НПКВ | НКВ  | —     | 0    |
| 1989 | FC188C C3    | Ford Cosworth DFR 3,0 V8                    | P |                    | БРА  | САН  | МОН  | МЕК  | США  | КАН  | ФРА  | ВЕЛ  | ГЕР  | ВЕН  | БЕЛ  | ИТА  | ПОР  | ИСП  | ЯПО  | АВС  | —     | 0    |
| 1989 | FC188C C3    | Ford Cosworth DFR 3,0 V8                    | P | Роберто Морено     | НКВ  | НКВ  | Сход | НКВ  | НКВ  | Сход | НКВ  | Сход | НПКВ | НПКВ | НПКВ | НПКВ | Сход | НПКВ | НПКВ | НПКВ | —     | 0    |
| 1989 | FC188C C3    | Ford Cosworth DFR 3,0 V8                    | P | Пьер-Анри Рафанель | НПКВ | НПКВ | Сход | НПКВ | НПКВ | НПКВ | НПКВ | НПКВ | НПКВ | НПКВ |      |      |      |      |      |      | —     | 0    |
| 1989 | FC188C C3    | Ford Cosworth DFR 3,0 V8                    | P | Энрико Бертаджа    |      |      |      |      |      |      |      |      |      |      | НПКВ | НПКВ | НПКВ | НПКВ | НПКВ | НПКВ | —     | 0    |
| 1990 | C3BC3C       | Subaru 1235 3,5 B12Ford Cosworth DFR 3,0 V8 | G |                    | США  | БРА  | САН  | МОН  | КАН  | МЕК  | ФРА  | ВЕЛ  | ГЕР  | ВЕН  | БЕЛ  | ИТА  | ПОР  | ИСП  | ЯПО  | АВС  | —     | 0    |
| 1990 | C3BC3C       | Subaru 1235 3,5 B12Ford Cosworth DFR 3,0 V8 | G | Бертран Гашо       | НПКВ | НПКВ | НПКВ | НПКВ | НПКВ | НПКВ | НПКВ | НПКВ | НПКВ | НПКВ | НКВ  | НКВ  | НКВ  | НКВ  | НКВ  | НКВ  | —     | 0    |
| 1991 | C4           | Ford Cosworth DFR 3,0 V8                    | G |                    | США  | БРА  | САН  | МОН  | КАН  | МЕК  | ФРА  | ВЕЛ  | ГЕР  | ВЕН  | БЕЛ  | ИТА  | ПОР  | ИСП  | ЯПО  | АВС  | —     | 0    |
| 1991 | C4           | Ford Cosworth DFR 3,0 V8                    | G | Педру Шавеш        | НПКВ | НПКВ | НПКВ | НПКВ | НПКВ | НПКВ | НПКВ | НПКВ | НПКВ | НПКВ | НПКВ | НПКВ | НПКВ |      |      |      | —     | 0    |
| 1991 | C4           | Ford Cosworth DFR 3,0 V8                    | G | Наоки Хаттори      |      |      |      |      |      |      |      |      |      |      |      |      |      |      | НПКВ | НПКВ | —     | 0    |

### Серия GP2
| Год      | Болид              | Пилоты                | Гонки | Победы | Поулы | Б. круги | Очки | ЛЗ | КЗ |
| -------- | ------------------ | --------------------- | ----- | ------ | ----- | -------- | ---- | -- | -- |
| 2005     | Dallara-Mecachrome | Матиас Лауда          |       | 0      | 0     | 0        | 3    | 21 | 9  |
| 2005     | Dallara-Mecachrome | Джанмария Бруни       |       | 1      | 1     | 2        | 35   | 10 | 9  |
| 2005     | Dallara-Mecachrome | Тони Виландер         |       | 0      | 0     | 0        | 0    | 25 | 9  |
| 2005     | Dallara-Mecachrome | Монфардини Фердинандо |       | 0      | 0     | 0        | 5    | 17 | 9  |
| 2006     | Dallara-Mecachrome | Лука Филиппи†         | 6     | 0      | 0     | 0        | 7    | 19 | 5  |
| 2006     | Dallara-Mecachrome | Джорджо Пантано       | 15    | 3      | 0     | 0        | 44   | 5  | 5  |
| 2006     | Dallara-Mecachrome | Ясон Тахинчи          | 21    | 0      | 0     | 0        | 0    | 30 | 5  |
| 2007     | Dallara-Mecachrome | Антонио Пиццония      | 6     | 0      | 0     | 0        | 1    | 27 | 9  |
| 2007     | Dallara-Mecachrome | Адам Кэрролл          | 15    | 2      | 0     | 0        | 36   | 7  | 9  |
| 2007     | Dallara-Mecachrome | Ясон Тахинчи          | 21    | 0      | 0     | 0        | 0    | 33 | 9  |
| 2008     | Dallara-Mecachrome | Рольдан Родригес      | 20    | 0      | 0     | 0        | 14   | 13 | 10 |
| 2008     | Dallara-Mecachrome | Адриан Вальес†        | 2     | 0      | 0     | 0        | 5    | 21 | 10 |
| 2008     | Dallara-Mecachrome | Адам Кэрролл          | 4     | 0      | 0     | 0        | 1    | 25 | 10 |
| 2008     | Dallara-Mecachrome | Марко Асмер           | 14    | 0      | 0     | 0        | 0    | 28 | 10 |
| Источник |                    |                       |       |        |       |          |      |    |    |

- † Гонщики которые выступали более чем в одной команде за сезон. В финальный зачёт включены результаты за все команды.
- ЛЗ = позиция в личном зачёте, КЗ = позиция в командном зачёте, БК = количество быстрых кругов.